# Ixiolaena
Ixiolaena là một chi thực vật có hoa trong họ Cúc (Asteraceae).

## Loài
Chi Ixiolaena gồm các loài: